# Десцеметова мембрана
Десцеметова оболонка або задня прикордонна мембрана — проміжний шар між шаром Дюа і ендотелієм рогівки — роговою оболонки ока. Епонімна назва дана на честь французького лікаря Жана Десцеме (J. Descemet, 1732—1810).
Складається з колагенових волокон і аморфної речовини, 10-14 мкм. Після ушкодження має здатність відновлюватися.